# Louis af Battenberg
Prins Louis af Battenberg (født 24. maj 1854, død 11. september 1921) var ældste søn af prins Alexander af Hessen og ved Rhinen og dennes morganatiske hustru Julia Hauke. Han skiftede i 1917 navn til Louis Mountbatten og blev kort efter Markis af Milford Haven.

## Baggrund
Da moderen ikke var af adelig herkomst, måtte faderen frasige sig al ret til tronen i Hessen og fik i stedet titel som prins af Battenberg. Under tilskyndelse af sin fætters kone, storhertuginde Alice af Hessen, drog han i 1868 til Storbritannien og meldte sig i Royal Navy. Året efter rejste han sammen med Prinsen og Prinsessen af Wales på tur til Egypten, hvor han bl.a. modtog flere ordener.

### Ægteskab
Louis blev med dronning Victoria af Storbritanniens deltagelse gift den 30. april 1884 med hendes barnebarn Viktoria af Hessen. Parret fik fire børn:
1. Alice af Battenberg – (1885-1969) gift 1903 med Andreas af Grækenland og fik 5 børn.
2. Louise af Battenberg – (1889-1965) gift 1923 med Gustav 6. Adolf af Sverige.
3. George af Battenberg – (1892-1938) gift 1916 med grevinde Nadejda Michailovna de Torby og fik 2 børn.
4. Louis af Battenberg – (1900-1979) gift 1922 med Edwina Cynthia Annette Ashley og fik 2 børn.

## Militære karriere
I 1891 blev Louis udnævnt til captain (kommandør) i flåden og i 1904 forfremmet til admiral. I 1912 blev han yderligere udnævnt til First Sea Lord, der er den højeste position i Royal Navy. Han trådte dog tilbage allerede i 1914 kort efter 1. verdenskrigs udbrud.

## Ændring af navn
Mens krigen stod på, blev det efterhånden mere og mere belastende for kongefamilien at bære slægtsnavnet Sachsen-Coburg og Gotha, da denne var af tysk afstamning. Befolkningen var stærkt anti-tysk, og kong George 5. valgte derfor at ændre det til Windsor i 1917. Det smittede også af på Louis, der valgte at anglisere sit tyske navn til Mountbatten og fjernede prinsetitlen. Tre dage efter blev han dog af kongen udnævnt som Markis af Milford Haven.
- Wikimedia Commons har flere filer relateret til Louis af Battenberg